# Roeselia exelsior
Roeselia exelsior är en fjärilsart som beskrevs av Max Wilhelm Karl Draudt 1918. Roeselia exelsior ingår i släktet Roeselia och familjen trågspinnare. Inga underarter finns listade.